# Chrysopilus velutinus
Chrysopilus velutinus är en tvåvingeart som beskrevs av Friedrich Hermann Loew 1861. Chrysopilus velutinus ingår i släktet Chrysopilus och familjen snäppflugor. Inga underarter finns listade i Catalogue of Life.